# Galactomanà

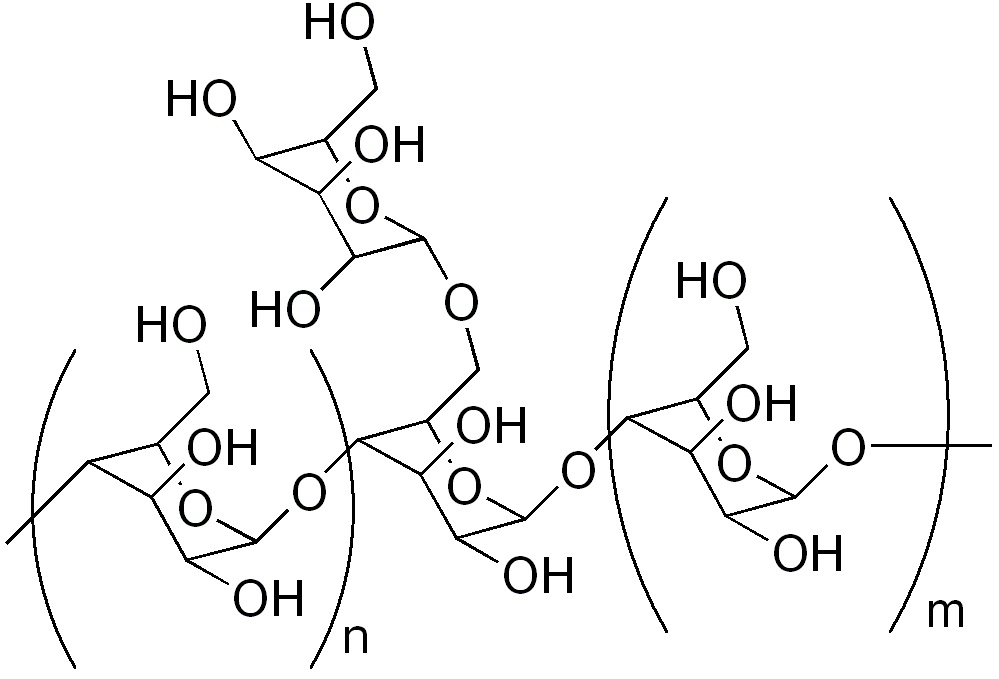
Un segment de galactomanà mostrant la manosa (a sota) i la galactosa (a sobre)

Els Galactomanans són polisacàridss composts de manosa amb galactosa.
Segons la relació incrementada de manosa amb galactosa es troba:
- goma de fenigrec, manosa:galactosa ~1:1
- goma guar, manosa:galactosa ~2:1
- goma tara, manosa:galactosa ~3:1
- goma de garrofí, manosa:galactosa ~4:1

Els galactomanans sovint es fan servir com additius alimentaris per incrementar la viscositat de la fase aquosa i com estabilitzadors, per exemple en els gelats.

## Ús clínic
El galactomanà és un component de la paret cel·lular del fong Aspergillus i la seva presència indica una infecció, aspergil·losi, en humans.